# Río Chicamocha
El río Chicamocha es uno de los ríos más importantes del centro-oriente de Colombia. Ubicado en la Cordillera oriental de los Andes, nace en la zona rural sur de la ciudad de Santiago de Tunja discurriendo hacia el noreste, posteriormente, al pasar por el municipio de Soatá fortalece  su caudal, en lo que se conoce como su cuenca media. En la cuenca alta se fortalece con el río Suárez 

## Nacimiento
El río Chicamocha nace en la ciudad de Tunja en el Alto del Moral, vereda Runta; recorre de suroeste a noreste la ciudad de Tunja en 14 kilómetros, en donde se conoce como río Chulo o Jordán (aunque su nombre nativo en lengua Chibcha es: Funsi); pasa por Cómbita y Oicatá y luego se fortalece con el río Tuta en la población del mismo nombre, y con los afluentes que descienden del municipio de Sotaquirá. Sus aguas se contienen en lo que ahora se conoce como la represa de La Playa; sigue su camino por Paipa, Duitama y  Sogamoso hasta llegar a Corrales, Paz de Río, Soata, Capitanejo, Cepitá y Jordán, para finalmente unir sus aguas en el río Suárez, para luego entrar a la planicie del magdalena medio y desembocar en inmediaciones de Barrancabermeja, en el Río Magdalena.

## Etimología
En lengua guane significa hilo de plata (chica) en noche de luna llena (mocha).
No hay ninguna bibliografía que apoye esta afirmación. La lengua Guane está extinta. Son meras especulaciones estos significados que se la quieren dar al nombre Chicamocha.

## Recorrido
Durante su recorrido recibe otros afluentes importantes como son: los ríos Farfacá, La Vega, Pirgua y Soracá dentro del perímetro de la ciudad de Santiago de Tunja, luego recibe las aguas de los ríos: Tuta, Sotaquirá, Surba, Chiticuy y Chiquito. Este último es formado por los ríos Pesca y Tota.
La cuenca alta del río Chicamocha drena aproximadamente la tercera parte del departamento de Boyacá. Esta cuenca tiene un área aproximada de 1536 km², de los cuales 367 km² son de la subcuenca del río Jordán y 441 km² del subcuenca del río Tuta. La cuenca presenta una elevación media de 2950 m s. n. m. y una pendiente media de 1,10%. En inmediaciones del municipio de Paz de Río en Boyacá inicia el Cañón del Chicamocha, el cual se prolonga hasta después de la confluencia con el río Suárez.
El río Chicamocha satisface en buena parte las demandas de agua existentes en su trayectoria, especialmente desde su nacimiento al ser fuente principal para la recarga del acuífero de Tunja, ciudad que se surte de sus aguas gracias a la existencia de pozos profundos de extracción del preciado líquido. La regulación de su caudales se hace mediante el embalse de La Copa localizado en la cuenca del río Tuta, el embalse la Playa sobre el río Jordán y el lago Sochagota en Paipa. De este río depende en gran medida el desarrollo, tanto municipal como industrial de la región.
Existen múltiples captaciones de agua durante el recorrido, donde alimenta una importante red de canales, caños y acequias interconectadas entre sí, de varios kilómetros de longitud y que tienen como función la de irrigar y a la vez drenar la amplia zona plana existente entre Paipa y Sogamoso. La demanda de agua solicitada o utilizada para consumo humano por distintos municipios de la región alcanza los 0.72 m³/s. El uso de agua para agricultura y ganadería es importante debido a la intensa actividad agropecuaria. El requerimiento para atender el riego de cultivos y pastos durante el mes de mayor demanda es de 2.94 m³/s. El uso industrial está concentrado en el corredor industrial. La necesidad de agua en las industrias de mayor consumo totaliza 0.67 m³/s. En resumen, la demanda de agua estimadas por los diversos usos es de aproximadamente 4.59 m³/s.[cita requerida]

## Contaminación

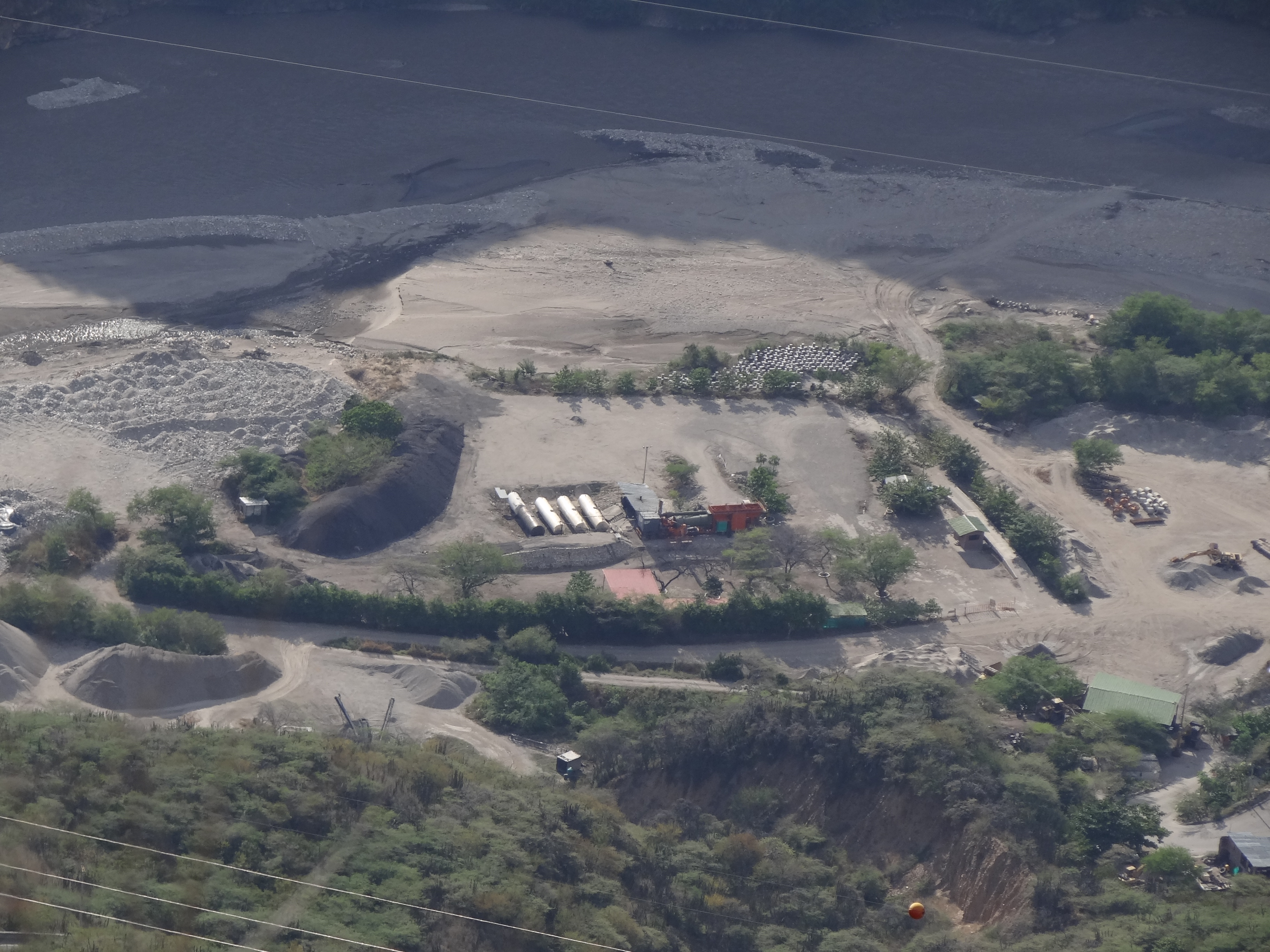
Fábrica de gravilla a orillas del río Chicamocha, en inmediaciones al parque nacional del Chicamocha.

Al recibir al río Chulo (Jordán o Funsi), procedente de la ciudad de Santiago de Tunja (la más populosa del recorrido con más de 230.000 habitantes) ya viene con la carga de aguas negras, residuos hospitalarios e industriales, sin embargo, gracias al funcionamiento de la Planta de Tratamiento de Aguas Residuales de Pirgua - PTAR, se ha logrado mejorar la calidad del agua. Al llegar a Oicatá, Combita y Tuta, estas aguas son usadas para consumo animal y como riego de hortalizas, pastos y frutales, que indirectamente llegan al consumo humano; luego, al pasar por el complejo turístico de Paipa, el río recibe los vertimientos controlados de las fuentes de agua salina y del lago Sochagota. Los vertimentos continúan en Duitama y Sogamoso ambas con casi 130.000 habitantes, al pasar estas dos ciudades adquiere un color negro, dándole un aspecto de lodo negro y espeso. Los municipio de Tibasosa, Nobsa, Corrales, Gámeza, Topagá y Tasco se benefician y también contaminan con depósitos de grasas de automotor en las riveras del río. En el municipio de Paz de Río, al pasar por acerías Paz del Río, se contamina con los residuos de carbón y otros usados en la producción del acero.
Otros municipios a los cuales beneficia y de los que recibe contaminantes son Sativasur, Sativanorte, Socha, Socotá, Soatá y los municipios de la provincia de Gutiérrez. Posteriormente ingresa por el municipio de Capitanejo al departamento de Santander.

## Galería del Cañón del río Chicamocha

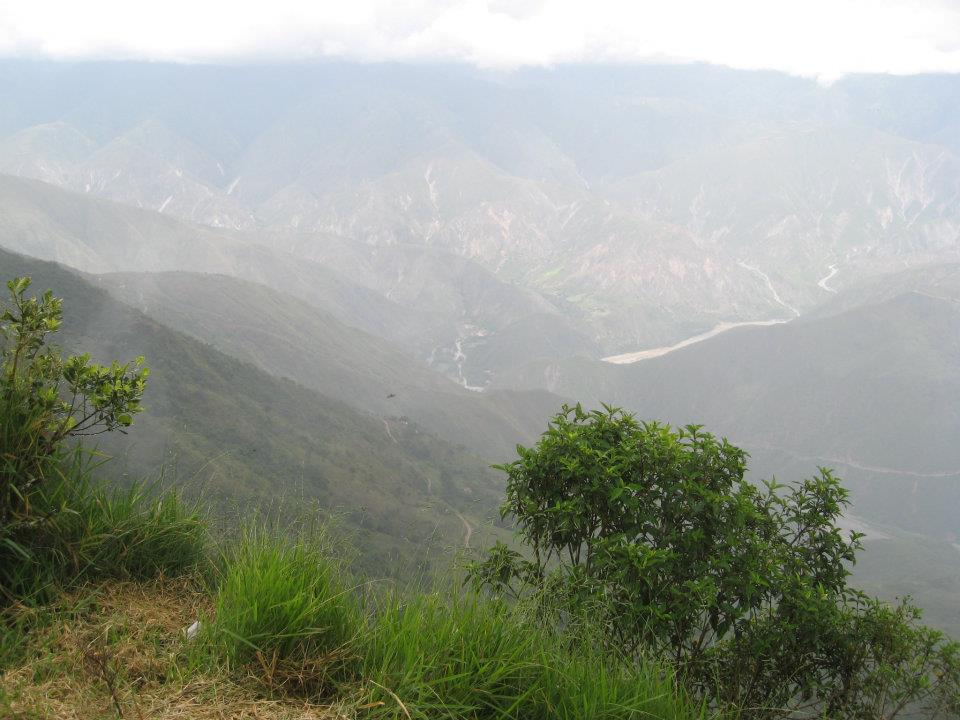
Cañón del  río Chicamocha, Departamento de Santander, Colombia
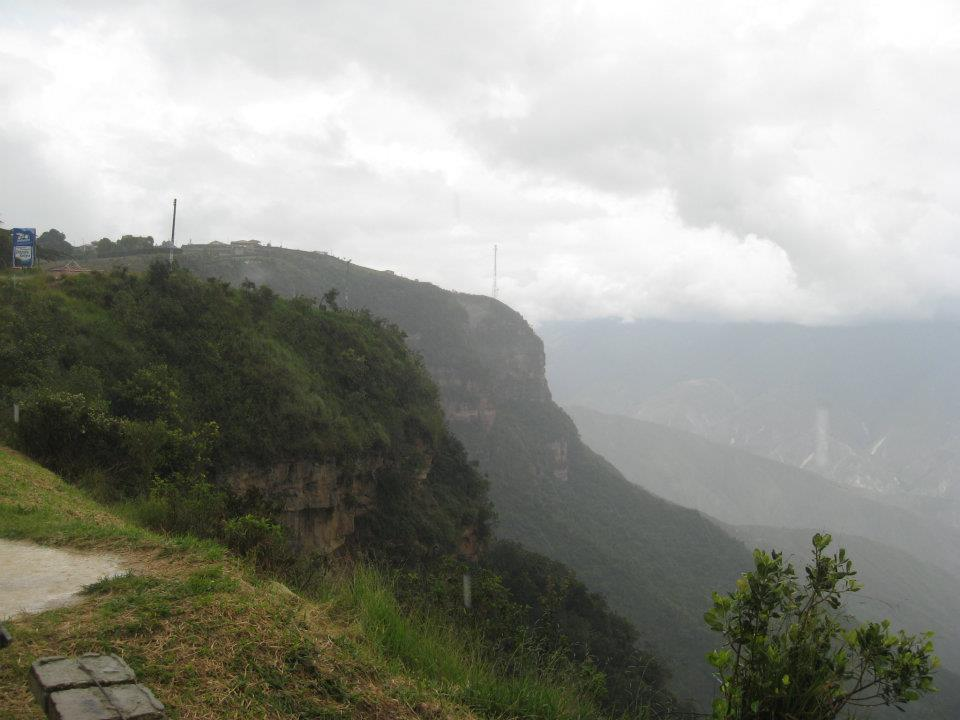
Cañón del  río Chicamocha, Departamento de Santander, Colombia
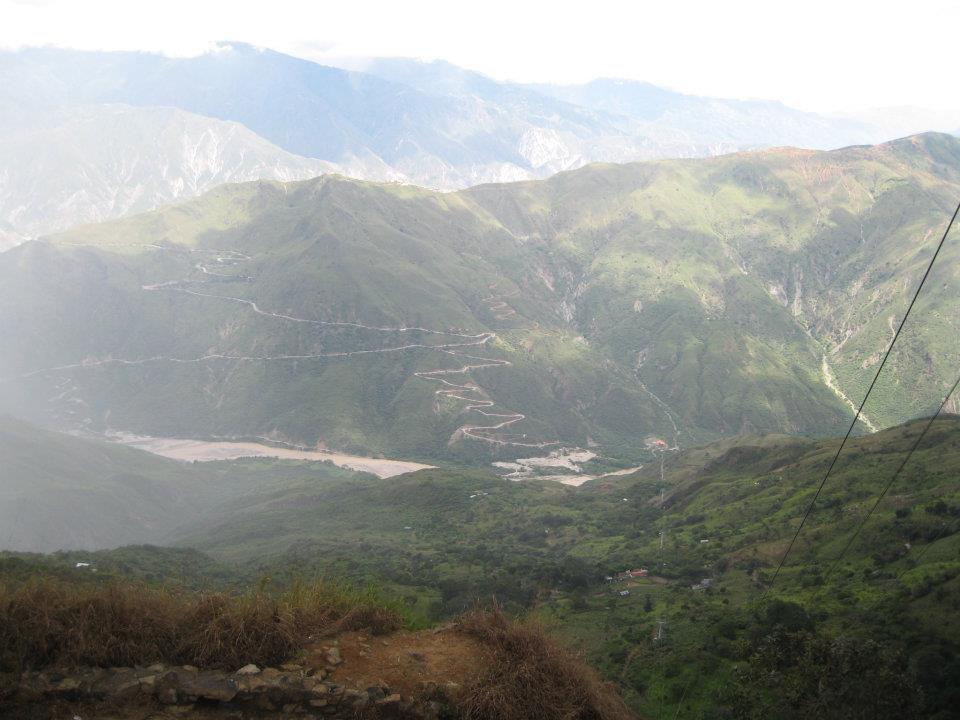
Cañón del  río Chicamocha, Departamento de Santander, Colombia
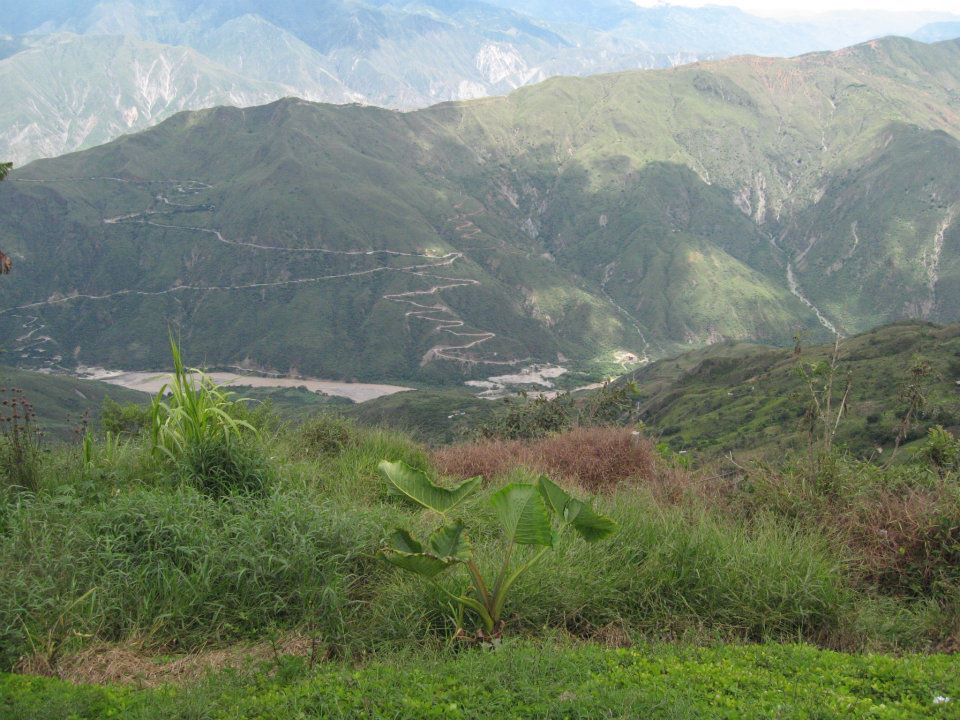
Cañón del  río Chicamocha, Departamento de Santander, Colombia
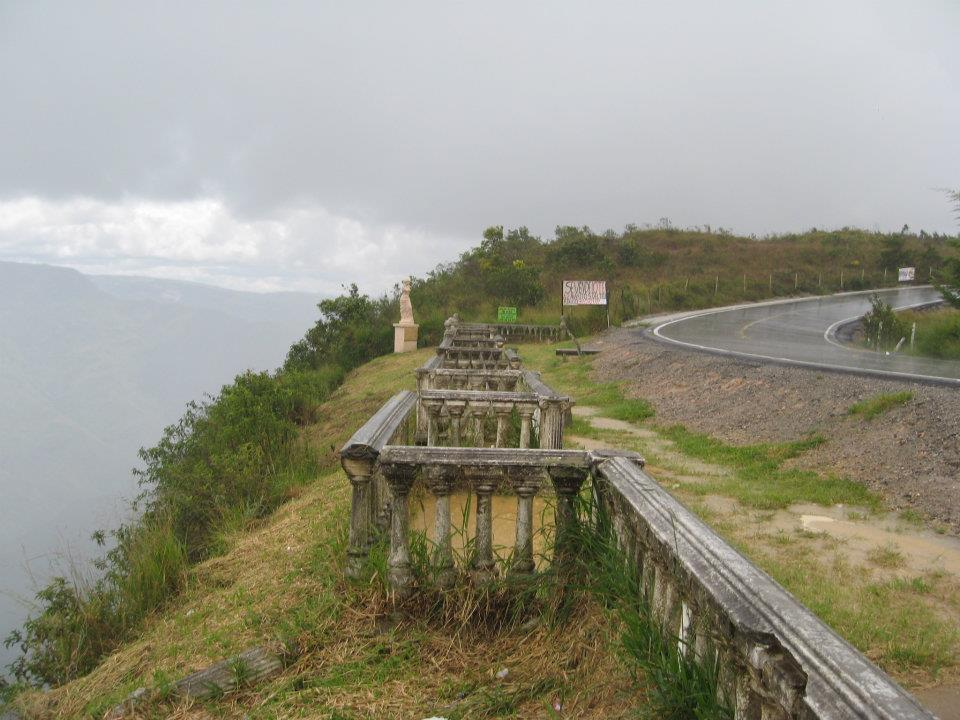
Cañón del  río Chicamocha, Departamento de Santander, Colombia
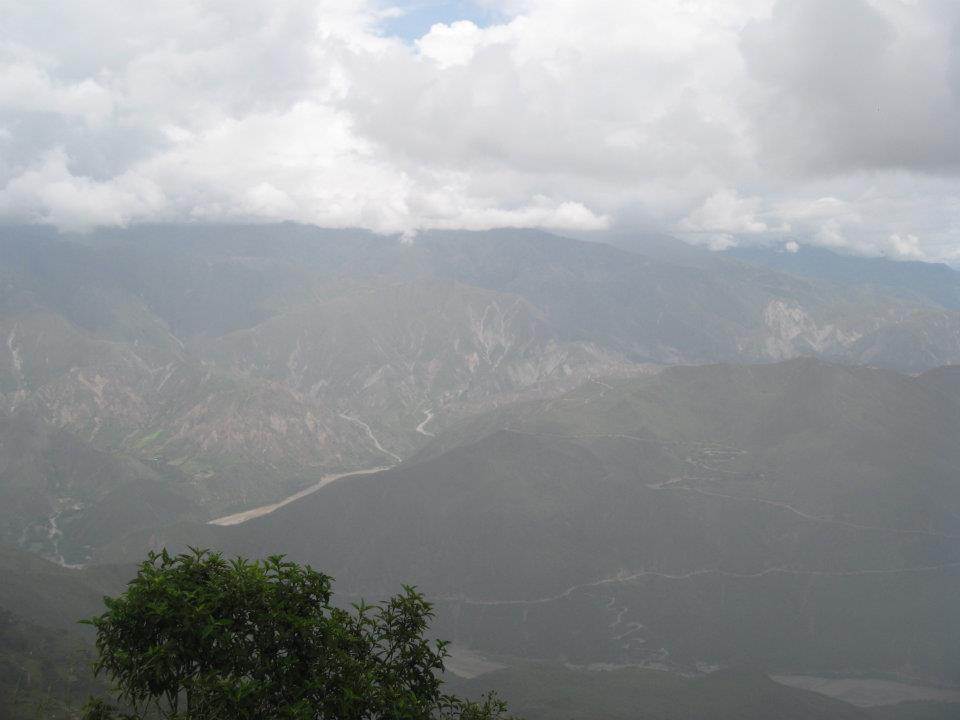
Cañón del  río Chicamocha, Departamento de Santander, Colombia
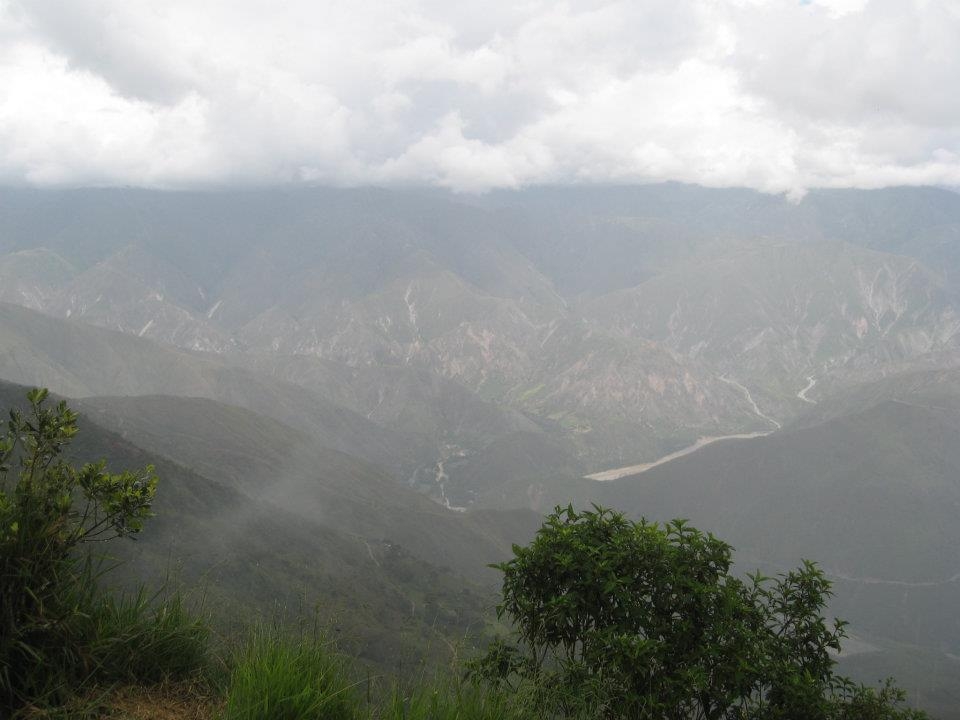
Cañón del  río Chicamocha, Departamento de Santander, Colombia
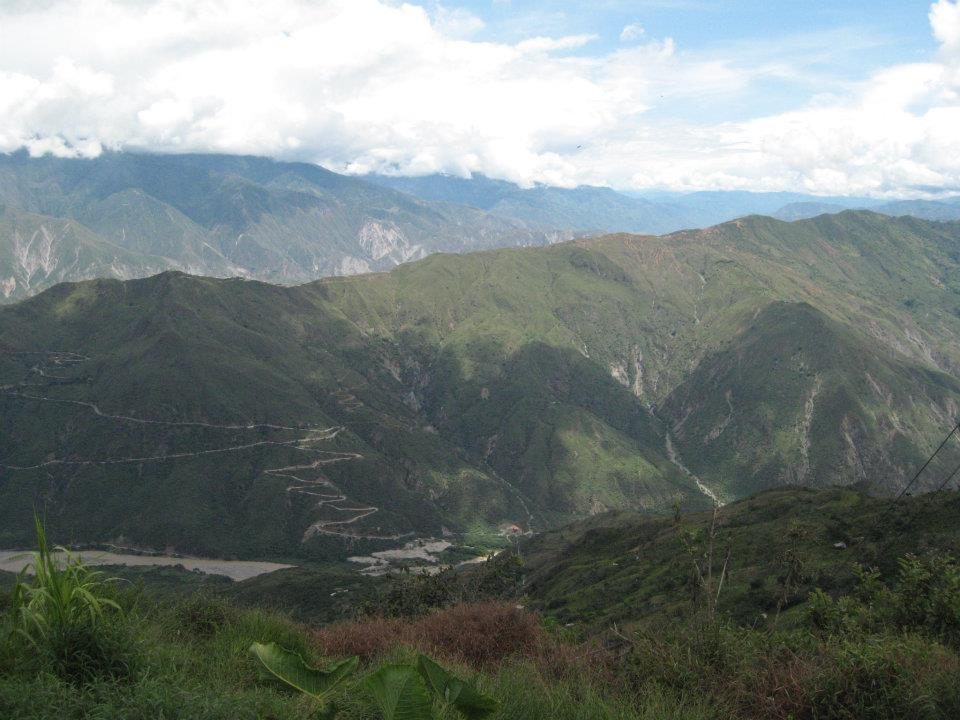
Cañón del  río Chicamocha, Departamento de Santander, Colombia
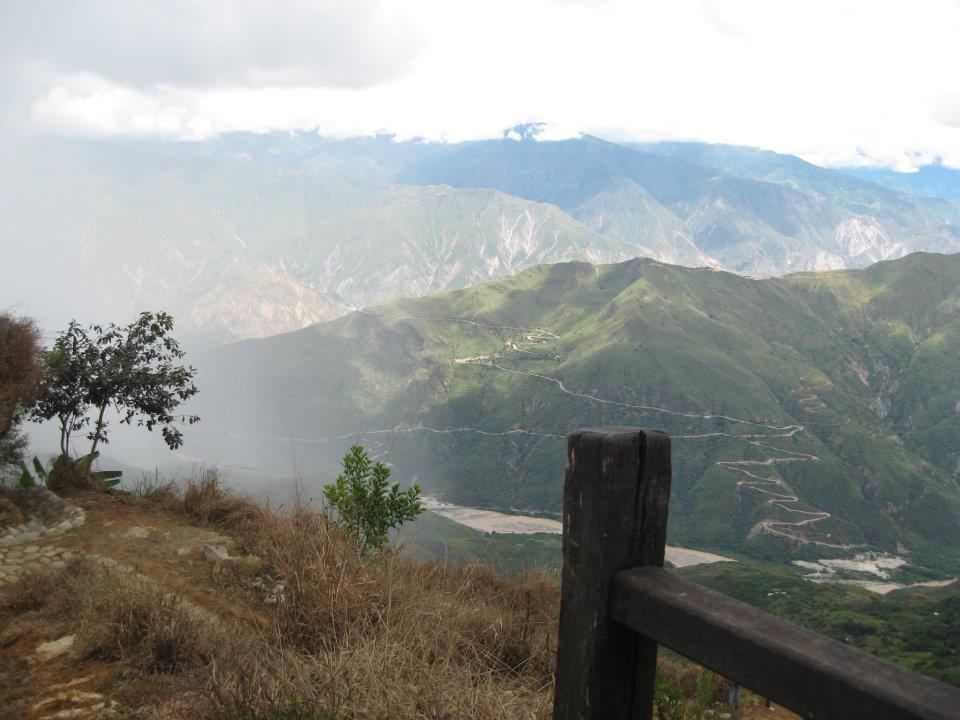
Cañón del  río Chicamocha, Departamento de Santander, Colombia
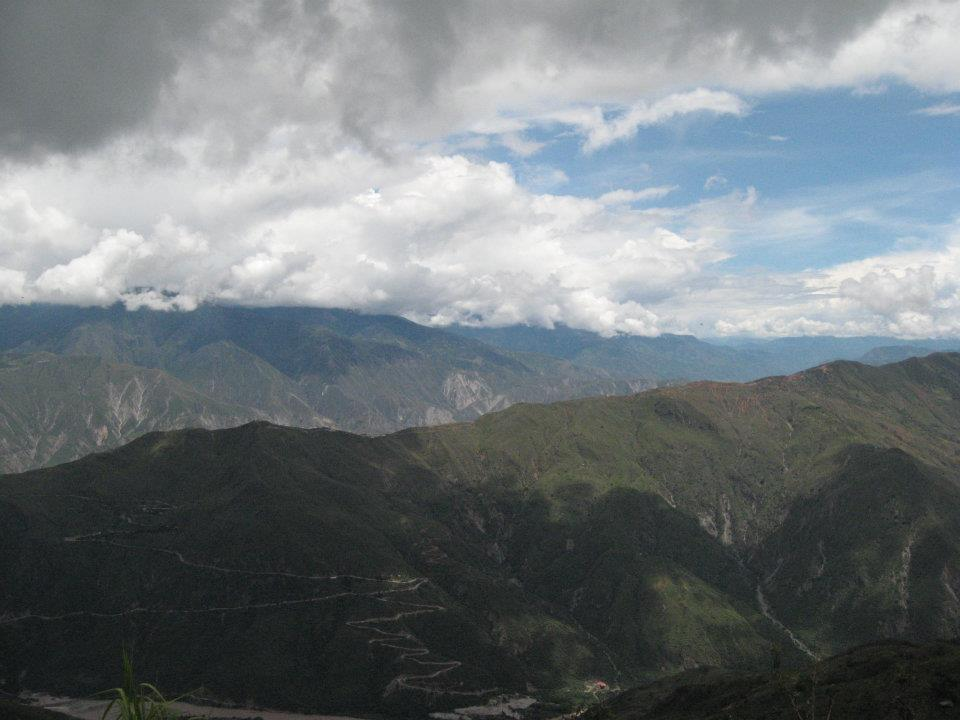
Cañón del  río Chicamocha, Departamento de Santander, Colombia

### Videos
- Parque Nacional del río Chicamocha 1
- Video oficial parque nacional del Chicamocha 2009

- Datos: Q3458577
- Multimedia: Chicamocha River / Q3458577